# Hrvatsko-srbijanska granica
Hrvatsko-srbijanska granica, naziv za 317,6 km dugu granicu između Republike Hrvatske i Republike Srbije.

## Povijest

### Razgraničenje u Drugoj Jugoslaviji
██ Pod srpskim nadzorom, Hrvatska polaže pravo
Današnja granica Republike Hrvatske i Republike Srbije baštini razgraničenje Federalne Države Hrvatske odnosno Narodne Republike Hrvatske u razdoblju 1945–1956. godine. Međudržavne su bile one dionice hrvatskih granica koje su ujedno bile vanjske granice Jugoslavije.
Granice prema susjednim državama (ponajprije Italiji, ali i Mađarskoj) bile su u Jugoslaviji dopušteni javni interes, pa su mediji opširno pisali o jugoslavenskim zahtjevima, a nastojali su i mobilizirati stanovništvo kako bi demonstrirali opću podršku državnoj politici. Međurepubličke granice su, naprotiv, bile prekrivene šutnjom. Premda su te granice kolokvijalno poznate kao avnojevske granice, one su godinama nakon osnutka AVNOJ-a bile proizvoljno mijenjane. K tome, većina ključnih odluka kao da je donesena usmeno: nema im pisanog traga, ali su ostale posljedice.
Granica Hrvatske i Srbije do 1918. tekla je rijekom Savom do njezina ušća u Dunav, a cijeli Srijem je bio jedna od hrvatskih županija. Ukidanjem Hrvatske Zakonom o oblastima 1922. pa do osnutka Banovine Hrvatske 1939. formalno je dokinut problem istočne hrvatske granice.
Sa stvaranjem Banovine Hrvatske njezina istočna granica u Srijemu nalazila se puno zapadnije nego 1918. NDH je imala zapadnu granicu iz vremena do 1918. Nakon rata, inicijativa za utvrđivanje hrvatsko-srpske granice potekla je 1945. od upravnih tijela AP Vojvodine, jer su ona prva poslala dopis o tom pitanju Hrvatskoj. Po vojvođanskom prijedlogu, obje obale Dunava, južno od ušća Drave u Dunav, trebale su pripasti Vojvodini. Predsjedništvo AVNOJ-a osnovalo je 19. lipnja 1945. »Komisiju Predsjedništva AVNOJ-a za izradu prijedloga razgraničenja teritorije između Vojvodine i Hrvatske«. Ta se komisija u literaturi kolokvijalno naziva, po njezinu predsjedniku, članu CK KPJ Milovanu Đilasu, Đilasova komisija. Članovi komisije bili su Milovan Đilas, njezin predsjednik i ministar za Crnu Goru u saveznoj vladi, Vicko Krstulović, ministar unutarnjih poslova Hrvatske, Milentije Popović, ministar unutarnjih poslova Srbije, Jovan Veselinov »Žarko«, sekretar JNOF-a Vojvodine, i Jerko Zlatarić, potpredsjednik Okružnog NO-a u Somboru.:str. 47.–58. Područje o kojem je Komisija Predsjedništva AVNOJ-a odlučivala u lipnju 1945. odnosilo se na devet kotareva: dva u Baranji (Batina i Darda), četiri u Bačkoj (Apatin, Odžaci, Sombor i Subotica) i tri u Srijemu (Ilok, Šid i Vukovar).:str. 129.

#### Srijem
Đilasova Komisija je zabilježila stanje u lipnju 1945.: »Danas postoje dva vukovarska sreza (kotara) – jedan (sjeverni dio) u Hrvatskoj a drugi (južni dio) u Vojvodini, od kojih je onaj u Hrvatskoj sa relativnom većinom Srba, a onaj u Vojvodini sa relativnom većinom Hrvata«.:str. 129.-130. Iz teksta je vidljivo da je Đilasova komisija zatekla dva kotara Vukovar, jedan u Vojvodini sa sjedištem u gradu Vukovaru i drugi u Hrvatskoj sa sjedištem u Borovu. »Privremenoj glavnoj skupštini građana i građanki grada Vukovara« 20. travnja 1945. prisustvovali su predstavnici Okružnog NOO-a iz Srijemske Mitrovice, što potvrđuje da je grad Vukovar pripao kotaru (srezu) Vukovar podređenom Okrugu sa sjedištem u Srijemskoj Mitrovici. Komisija Predsjedništva AVNOJ-a za razgraničenje između Hrvatske i Vojvodine pripremila je svoje izvješće 1. srpnja 1945. Dodijelila je cijelo područje predratnoga kotara Vukovar Hrvatskoj obrazlažući odluku konstatacijom kako: »na ovom prostoru i granica treba da bude istočno od pomenutog hrvatskog pojasa, tj. između Šida i Vukovara, selima koja su već pomenuta«.]:str. 130.
Sama činjenica da su postojala dva kotara Vukovar bila je u suprotnosti s opsegom federalnih jedinica koje je sekretar Predsjedništva AVNOJ-a Mile Peruničić opisao 24. veljače 1945. na Predsjedništvu AVNOJ-a. Očito je takvo stanje uspostavljeno 12. travnja 1945., ulaskom jedinica JA u Vukovar. Postojanje dvaju kotareva, od kojih je jedan sa samim gradom Vukovarom u Vojvodini potvrđuje i Izvještaj Okružnoga komiteta KPH Osijek Oblasnom komitetu KPH za Slavoniju od 29. svibnja 1945. Autor Izvještaja, Pero Car, piše: »Prije izvjesnog vremena mi smo htjeli rasformirati Vukovarski kotar i pripojiti ga jedan dio Vinkovcima, a jedan dio Osijeku. To je kod naroda izazvalo priličnu reakciju sa težnjom, da se pripoje federalnoj Srbiji i da svakako ostanu vezani uz grad Vukovar«.:str 192.
U izvješću javnog tužioca za Okrug Osijek, Živojina Jocića, upućenom 19. kolovoza 1945. javnom tužiocu Federalne Hrvatske, spominje se izoliranost hrvatskog dijela kotara Vukovar od grada Vukovara, što bi upućivalo da je transfer nadležnosti nad područjem koje je Đilasova komisija dodijelila Hrvatskoj proveden tek potkraj kolovoza.:str. 382.–383.
Hrvatskoj je granica u Srijemu bila prioritet. Dokument »O razgraničenju Vojvodine« pokazuje da je Vojvodina Hrvatskoj ponudila kompenzaciju teritorijem dvaju kotareva u Baranji, Batina i Darda, ako bi priznala cijeli Srijem Vojvodini. Na hrvatskoj strani se smatralo da bi Srbi trebali popustiti u Srijemu, a Hrvati eventualno u Bačkoj. Božidar Firšt, autor elaborata »Razgraničenje Federalne Države Hrvatske prema Federalnoj Državi Srbiji«, obrazlagao je potrebu održanja banovinske granice iz 1939. u Srijemu, s kotarevima Ilok i Šid u Hrvatskoj, strahom od ustaša i mačekovaca. »Đilasova komisija«, odnosno Komisija Predsjedništva AVNOJ-a za razgraničenje između Hrvatske i Vojvodine, došla je do zaključka da privremena granica između Hrvatske i Vojvodine treba ići: »od mađarske granice, rijekom Dunavom do međe između sela: Bačko Novo Selo i Bukin (bačko-palanački srez); odatle preko Dunava između atara sela: Opatovac–Mohovo, Lovas–Babska, Tovarnik–varoš Šid, Podgrađe–Ilinci, Adaševci–Mala Vašica, Lipovac–Batrovci, Strošinci–Morović. Na taj bi način sela sadanjega šidskog sreza: Opatovac, Lovas, Tovarnik, Podgrađe, Adaševci, Lipovac, Strošinci (i Jamena) – zajedno sa svojim atarima – pripala Hrvatskoj, a sela Mohovo, Babska, varoš Šid, Ilinci, Mala Vašica, Batrovci, Morović – zajedno sa svojim atarima – Vojvodini«.:str. 129.
Selo Adaševci, koje se spominje u tekstu zaključka, navedeno je pogreškom, a mislilo se na manje obližnje selo Apševci. U svakom slučaju, danas su Adaševci dio Vojvodine, a Apševci Hrvatske. Vladimir Bakarić se 6. veljače 1946. na sjednici CK KPH održanoj u Zagrebu žalio da je Franjo Gaži iz HRSS-a sazvao niz sastanaka u Beogradu u kojima je izraženo mišljenje da su u Srijemu »granice Hrvatske nepravilno povučene«.:str. 180.
Ilok je bio dijelom Banovine Hrvatske te u sastavu Velike župe Vuka za vrijeme NDH. Snage Narodnooslobodilačke vojske Jugoslavije (NOVJ) zauzele su ga u prosincu 1944. te se između Iloka i Vukovara od prosinca 1944. do 12. travnja 1945. nalazila Srijemska fronta. Ilok je odlukom »Đilasove komisije« do daljnjega bio trebao ostati u sastavu Vojvodine, odnosno Srbije. To potvrđuje i izvješće Vicka Krstulovića, podneseno CK KPH na sastanku održanom 26. lipnja 1945.:str. 76. Zanimljivo je da su dvojica članova Đilasove komisije, sam Milovan Đilas i Jerko Zlatarić, zapamtila kako je njihova komisija Ilok dodijelila Hrvatskoj, što je primjer koji upozorava na nepouzdanost memoara. Naime, Đilas je 1983. napisao: »Sporni su bili jedino Ilok i Bunjevci. Prvi je – na moj predlog – pripao Hrvatskoj, jer je u njemu bila hrvatska većina, premda se uvlači kao slepo crevo u vojvođanski srpski prostor«. Jerko Zlatarić je izjavio u intervjuu 1971.: »Jedva sam dogurao da smo dobili Ilok. Jedva nekako! (...) Nikakav se zapisnik nije pravio, ništa«.:str. 52. No, Đilasova komisija je predložila: »Što se tiče iločkog sreza, iako zapadna sela Šarengrad i Ljuba, kao i grad Ilok, imaju ogromnu većinu Hrvata, a istočna sela Neštin, Susek, Banoštor i dr. ogromnu srpsku većinu, komisija je smatrala da zasada ne bi ovaj srez trebalo cijepati na dva dijela, nego ga ostaviti u sadašnjem sastavu, s tim što bi pripao Vojvodini. Srez inače, uzet u cjelini, ima relativnu većinu Srba. Ilok je grad i pristanište na Dunavu i njegovo pripojenje Hrvatskoj zasada bi, zbog daljine administrativnih veza, otežalo njegov razvitak. Poslije sređivanja vlasti, s jedne i s druge strane granice, koju predlaže komisija, moglo bi se postaviti pitanje priključenja Hrvatskoj zapadnih sela iz iločkog sreza, kao i grada Iloka. Sada bi to moglo izazvati izvjesne teškoće, to utoliko pre što prilike tamo nisu sređene«.:str. 130.
Čini se da je Ilok najkasnije do rujna 1945. bio uključen u sastav FD Hrvatske. Povjesničar Mario Bara donosi podatak da su stanovnici hrvatskih naselja u okolici Iloka i u samom Iloku održali referendum 1946., kojim su se izjasnili za pripajanje Hrvatskoj. Grad Ilok i okolna naselja uključeni su u Vukovarski kotar.:str. 159 Podatak o referendumu donosi i Stjepan Sršan, pozivajući se na svjedočanstvo Nikole Miličevića. No, u izvješću javnog tužitelja Okruga Osijek javnom tužitelju NR Hrvatske o stanju u studenom 1945. sud u Iloku naveden je kao dio područja pod jurisdikcijom Osijeka. Stoga je upitno kakav bi referendum bio održavan 1946. ako je Ilok već 1945. vraćen u sastav Hrvatske.
Postavlja se i pitanje što je dovelo do odluke da se Ilok preda Hrvatskoj, dok su sela Bapska i Ljuba s većinskim hrvatskim stanovništvom ostavljena u Vojvodini, a Jamena sa srpskim stanovništvom je predana Hrvatskoj? Odgovor tek treba utvrditi. Predajom Jamene iz kotara Šid u sastav Hrvatske, odnosno kotara Županja u okrugu Brod, otvoreno je pitanje koje će biti riješeno tek 1947. godine zajedno s pitanjem Bapske, koja je ostala u Vojvodini.
Dva povezana pitanja, pripadnost sela Bapska-Novak (danas Bapska) blizu Iloka, odnosno južno od Šarengrada, te sela Jamena, koje je uz Savu, rješavana su godinama nakon povlačenja granice između Hrvatske i Srbije od strane Đilasove komisije i dodjele Iloka Hrvatskoj. Premda su zahtjevi NO-a za priključenje drugoj republici pretežno opravdavani drugim vrstama argumenata, bilo je jasno da iza njih stoje nacionalni obziri. Tako je i formulirano u dopisu Okružnog NO-a Slavonski Brod poslanom Predsjedništvu Vlade NRH 20. studenog 1946.: »Napominje se, da je selo Jamena uvijek prije bilo u sklopu sreza Šidskog, a geografske i saobraćajne prilike, a pomalo i nacionalne, jer je to mjesto naseljeno velikom većinom Srba, upravo imperativno diktiraju da se želji naroda izadje u susret«.:str. 282.
Predsjednik Okružnog NO-a Osijek, J. Mesić, izvijestio je 27. svibnja 1947. godine Odjel za zakonodavstvo i izgradnju narodne vlasti Predsjedništva Vlade NR Hrvatske da je Mjesni NO Babska-Novak zapisnički predan 7. svibnja 1947. iz sastava kotara Šid u sastav kotara Vukovar. Tomu su nazočili predstavnici ONO-a Osijek, KNO-a Vukovar i Izvršnog odbora AP Vojvodina NR Srbije. Mesić navodi da je pripojenje sigurno izvršeno rješenjem Predsjedništva Vlade FNRJ, ali da ga ne može citirati, jer ga ONO Osijek ne posjeduje.[68]

#### Baranja
Baranja je trokut između Drave i Dunava, koji je tradicionalno činio dio ugarske županije Baranja, a obuhvaćao je dva kotara, Batinu i Dardu. Trianonskim sporazumom pripao je Kraljevstvu SHS. Baranja do 1945. nije pripadala upravnim jedinicama sa sjedištem u Hrvatskoj. Činila je dio Dunavske banovine, a od 1941. do 1945. bila je pripojena Kraljevini Mađarskoj. Na sjednici Glavnoga narodnooslobodilačkog odbora Vojvodine održanoj 6. travnja 1945. rečeno je: »Pitanje Baranje za sada ostaje otvoreno dok tamošnji narodi sami ne reše o svojoj pripadnosti. Međutim, većina članova Glavnog narodnooslobodilačkog odbora Vojvodine je mišljenja da će Baranja biti u sastavu federalne Hrvatske«.:str. 162.
Vojvođanske vlasti su Hrvatskoj otvoreno nudile Baranju, ako bi Hrvatska predala sav Srijem Vojvodini zajedno s dijelovima kotara Osijek. Razlozi zašto je vojvođanskim vlastima više bilo stalo do Srijema nego do Baranje leže u povijesnom razvitku. Naime, Baranja nije bila dio povijesne Vojvodine ni povijesne Hrvatske. Srijem je imao uvjerljivu etničku većinu Hrvata i Srba, dok su u Baranji dvije najbrojnije skupine bili Nijemci i Mađari prema popisima provedenima prije Drugoga svjetskog rata, za kojima su tek potom slijedili Hrvati, pa Srbi. Svi ti čimbenici pridonosili su da su Baranjom bile spremne platiti za ciljeve u Srijemu.
Razlog trgovine jest taj što su vojvođanskim vlastima u svim segmentima dominirali Srbi. Ponuda Baranje nije bila nikakva ponuda. Radilo se trgovanju tuđim za tuđe, odnosno Baranjom koja je u Austro-Ugarskoj u jednom razdoblju bila dijelom Hrvatske, kao i Srijemom koji je u cijelom razdoblju Austro-Ugarske bio dijelom Hrvatske.

#### Bačka
Područje Banata, Bačke i Baranje je, 17. listopada 1944. godine, Naredbom Vrhovnoga komandanta NOV-a i POJ-a o uspostavljanju vojne uprave za Banat, Bačku i Baranju, ujedinjeno pod zajedničkom upravom i ostalo je pod njom do 27. siječnja 1945. godine, kada je naredba ukinuta. Politički položaj Vojvodine riješen je u prvoj polovici 1945. statusom autonomne pokrajine u okviru federalne jedinice Srbije. Odluka da se Vojvodina priključi Srbiji donijeta je 6. travnja 1945. na sjednici Glavnoga narodnooslobodilačkog odbora Vojvodine (GNOOV).:str. 160. Razgraničenje Hrvatske i Srbije u Bačkoj sprovela je posebna komisija. Kotar Sombor je, uz kotareve Subotica, Apatin i Odžaci, jedan od četiri kotara u Bačkoj koje je Hrvatska 1945. tražila od Vojvodine. Upravo je srpska većina u gradu Somboru prema Đilasovoj komisiji bila prema nekima glavna zapreka da se Subotica pripoji Hrvatskoj.:str. 161.
No, to nije bio jedini razlog. Općina i mjesnih zajednica s nacionalnom većinom drugog južnoslavenskog naroda bilo je u svim republikama, pa ipak nisu dodijeljene drugoj republici. Takva odluka rezultat širokogrudnosti jednog Hrvata, člana te komisije (Komisija je sazvana u sljedećem sastavu: Milovan Đilas, ministar za Crnu Goru pri saveznoj vladi, obavljao je dužnost predsjednika komisije pa će po njemu poslije ona biti nazvana »Đilasova komisija«, Vicko Krstulović, ministar unutrašnjih poslova Narodne vlade Hrvatske, Milentije Popović, ministar unutrašnjih poslova Narodne vlade Srbije, Jovan Veselinov – Žarko, sekretar JNOF-a Vojvodine i Jerko Zlatarić, potpredsjednik Okružnog NOO-a u Somboru). Taj član je predmetu pristupio kao da je taj teritorij Hrvatskoj suvišan, kao da Hrvatska uzima više nego što joj pripada i to od Srba prema kojima su se svi hrvatski jugokomunisti idolopoklonski odnosili. Kotari su dodijeljeni Srbiji njegovom zaslugom, kad su već i srpski članovi komisije bili uvjereni za to da se dodijeli Hrvatskoj. Pored toga, prema Hrvatskoj se odnosilo kao prema poraženoj zemlji. Hrvatska je tretirana kao poražena zemlja, usprkos snažnom pokretu otpora, kojem je najviše od svih naroda u Jugoslaviji dala doprinos, dok je Srbija kao i u monarhističkoj Jugoslaviji bila tretirana kao državotvorna, bez obzira na gotovo najjačoj kolaboraciji. U svakoj situaciji teritorijalno namirivanje i prohtjevi drugih republika bilo je na štetu Hrvatske, i svako hrvatsko protivljenje ušutkivano je optužbama za nacionalizam, receptu kojem se pribjegavalo sve do raspada Jugoslavije.
Hrvatska je u proces razgraničenja ušla sa statusom jedne od federalnih jedinica unutar jugoslavenske federacije, pri čemu se sva vlast nalazila u rukama Komunističke partije Hrvatske kao podružnice Komunističke partije Jugoslavije. To je utjecalo na to da je značajne teritorijalne dobitke ostvarila na granici s u Drugom svjetskom ratu poraženom Italijom, dok je u razgraničenjima s drugim federalnim jedinicama bila podređena konačnim odlukama saveznih tijela, pri čemu se držalo razgraničenja prema etničkom kriteriju, što je dovelo do dobitka Baranje ali je zbog zanemarivanja povijesnoga kriterija u Srijemu Hrvatska nije dobila neke teritorije koji su joj u prošlosti pripadali.

## Granični spor nakon raspada SFRJ
Danas se Hrvatska i Srbija spore oko granice u Podunavlju. Hrvatska traži kako je po međunarodnom pravu u istim situacijama, tj. neka granica slijedi stari tok Dunava. Srbija želi da granica ide sredinom trenutnog glavnog toka Dunava. Srbijanskim prijedlogom Hrvatska bi izgubila više posjeda na istočnoj strani, nego što bi dobila na zapadnoj strani. Hrvatski gubitak prema srbijanskom prijedlogu bio bi i strateški, jer bi izgubila strateški izlaz Dunavom u Mađarsku, jer po međunarodnom pravu na kojem se bazira hrvatski prijedlog, Hrvatska bi prolazila kroz svoje ploveći ka Mađarskoj, dok bi Srbija za otploviti Dunavom u Mađarsku morala proći kroz Hrvatsku.